# Fiene Scharp

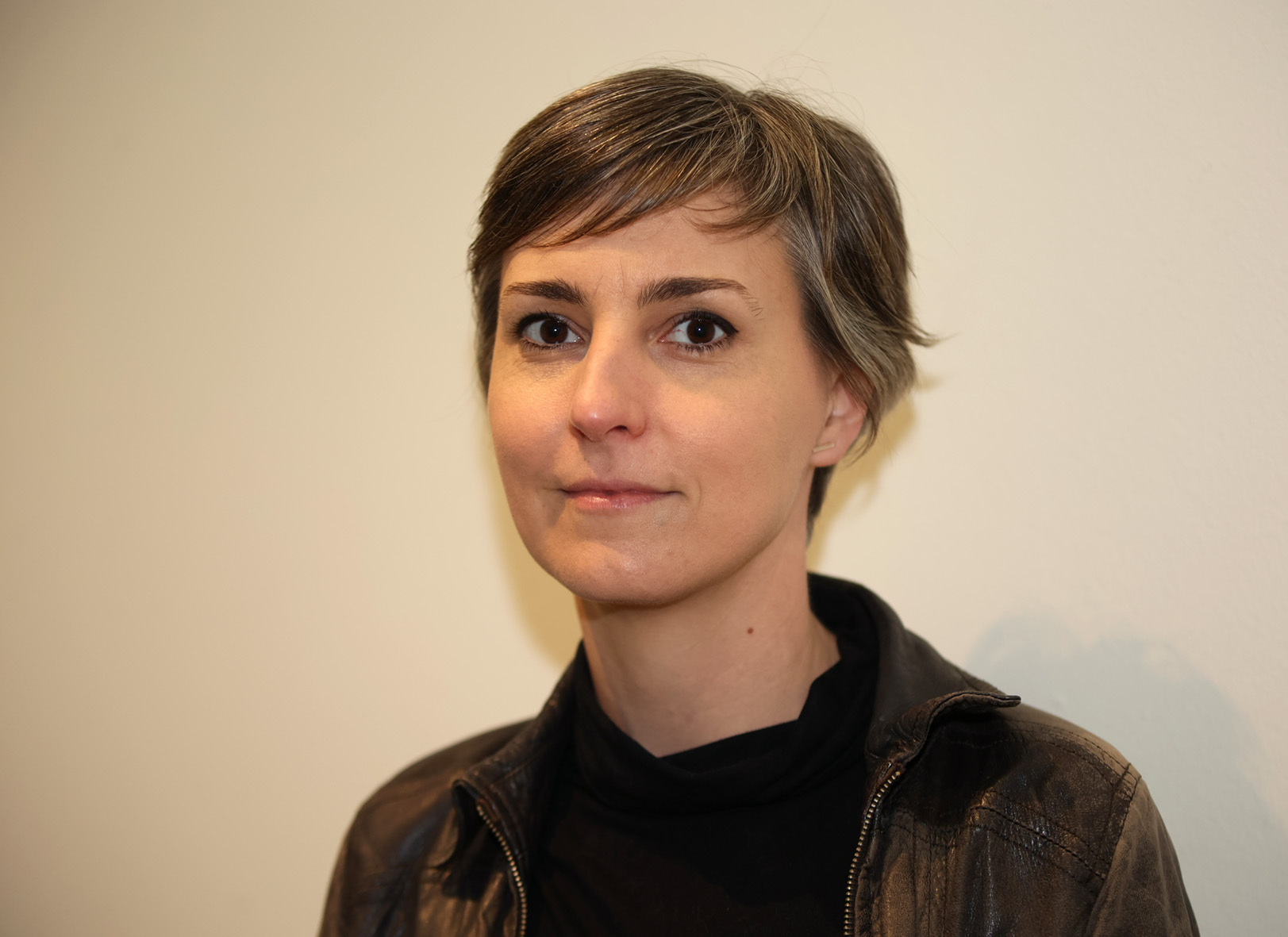
Fiene Scharp (2022)

Fiene Scharp (* 1984 in Berlin) ist eine deutsche Künstlerin. Ihre Arbeiten umfassen Zeichnungen, Objekte und Installationen.

## Biografie
Aufgewachsen in Berlin studierte Scharp an der Universität der Künste Bildende Kunst bei Gregor Schneider, Alicja Kwade und Ursula Neugebauer. Ihre Werke waren unter anderem in Ausstellungen an der Akademie der Künste in Berlin, im Kunsthaus Graz, im Kunstmuseum Stuttgart und im Museum für Konkrete Kunst Ingolstadt zu sehen. Von 2013 bis 2017 wurde sie von der Galerie 401contemporary vertreten; in der Folge vertritt seither die Galerie kuckei+kuckei in der Berliner Linienstraße ihre Arbeit.
Fiene Scharp lebt und arbeitet in Berlin.

## Werk
Raster und serielle Strukturen sind Grundelemente von Fiene Scharps Arbeiten, die sie zu einem feinen Gitterwerk an Linien zusammenfügt. Die organische Eigenwilligkeit der Materialien, wie Papierschnitte, feine Grafitminen oder Haar und der manuelle Herstellungsprozess führt zu minimalen Ungleichmäßigkeiten, Differenzen und Irritationen der ansonsten strengen Gitternetze.
„Ihre nach Perfektion in der Ausführung strebende handwerkliche Verarbeitung trifft dabei ganz bewusst auf die Eigenlebendigkeit und die Grenzen der Beherrschbarkeit [des] Werkstoffs.“

### Papierschnitte
Einen Hauptbestandteil der künstlerischen Arbeit bilden die vielfältigen Papierschnittzeichnungen in unterschiedlichen Formaten und Ausprägungen. Den mittel- bis großformatigen, teils mehrschichtigen Paper-Grids, liegen zumeist antiquarische Rasterpapiere aus dem technischen, wissenschaftlichen Bereich als Ausgangsbasis zu Grunde. Mit dem Skalpell werden die Zwischenräume der Lineaturen herausgetrennt, so dass lediglich die Koordinatenlinien als fragiles Netzwerk, als "tektonisches Gerüst", stehen bleiben.
Frei im Raum hängend, zeigen die Papercuts ihre Ambivalenz zwischen Zwei- und Dreidimensionalität, zwischen Grafik und Skulptur. Der Veränderungsprozess wird in den Arbeiten miteingeschlossen, der teilweise die Auflösung des Rasters miteinkalkuliert.

### Haarzeichnungen
Seit 2009 arbeitet Fiene Scharp an sogenannten Haarzeichnungen, die sich im Grenzbereich von Zeichnung und Objektkunst bewegen. Diese meist großformatigen Werke sehen auf den ersten Blick aus wie Zeichnungen, doch beim näheren Hinschauen wird deutlich, dass hier in kleinteiliger Arbeit zentimeter- oder gar millimeterkurze, teils auf den ersten Blick gar nicht sichtbare, Härchen im strengen Raster angeordnet wurden. Den geometrischen Haarzeichnungen liegt ein detailliertes, gezeichnetes Gitternetz zu Grunde, in deren Knotenpunkten die Haare einzeln appliziert wurden. Die Arbeiten stehen im Wechselspiel zwischen Zeichnung und Objekt und lassen das Haar zur Linie im Raum werden. Scharp unterbricht das Grundprinzip, das sich mit dem Raster verbindet, dessen Gleichförmigkeit und Struktur, indem sie die natürlichen Bedingungen des Haares nutzt, das sich entsprechend der umgebenden Trockenheit und Feuchtigkeit unterschiedlich ausdehnt.
"Die quadratische Form wird auf diese Weise zu einem organischen Zeichenkörper, der sich wölbt und senkt, so dass ein differenziertes Spiel mit Licht und Schatten entsteht. Aus der visuellen Spannung dem das Raster unterworfen wird, erwächst ein positives Konfliktpotential. Es führt dem Betrachter vor, dass auch die Struktur eines Rasters immer neu verhandelt werden muss."
Fiene Scharps Gebrauch von Haar fordert die Überschreitung der Grenzen von Betrachter und Werk heraus: Der Anblick reizt, die Dinge zu berühren, erzeugt aber auch „einen Moment des Ekels. Die Haare verleihen den [Arbeiten] ein unerwartet biomorphes, bisweilen auch erotisches aber insgesamt befremdliches Eigenleben“. Die Künstlerin spielt mit der Wahrnehmung von Weichheit und Festigkeit, von körperlicher und lebloser Erscheinung, von Anziehung und Abstoßung. So entlockt sie dem Betrachter „sublime und verborgene Empfindungen“. Fiene Scharps Arbeiten mit Haut und Haar „konfrontieren uns tastend mit unserer Körperlichkeit, ihren Grenzen, Durchlässigkeit, Integrität und Auflösung“, schreibt etwa das österreichische Kunstportal CastYourArt.com.

### Video- und Filmarbeiten
Auch ihre Videoarbeiten spielen mit dem Moment der Sinneserweiterung.
2007 stellte sie im Studio des Neuen Berliner Kunstvereins drei Arbeiten aus, die sich mit den Grenzen der körperlichen Wahrnehmung von Innen- und Außenraum beschäftigten.
So sieht man in ihrem Video Haarreif ein Handgelenk, dem linear feine Haare appliziert werden. Diese Videoarbeit wurde senkrecht von oben auf ein Podest projiziert, so dass Assoziationen zum Schmuckstück geweckt und Grenzen von Körperlichkeit und Dinglichkeit reflektiert werden.
Die Haut, an der man den Zustand der Getrenntheit wie auch der Durchlässigkeit und der Oberfläche zum Berühren und Fühlen erlebt, spielt neben Haar eine wichtige Rolle in den Arbeiten Fiene Scharps. Die Videoarbeit Außer mir zeigt, wie Metallbuchstaben in Haut eingedrückt werden und dann das Verblassen der Druckspuren. Dieses Video wurde auf die Fensterfront der Galerie projiziert, um anhand dieser Fläche die Grenze von Außen- zu Innenraum, von Körper und Objekt zu thematisieren.
Das Moment der Zeit, des Eingriffs, der Veränderung ist ebenso Thema ihrer Videoarbeiten.

## Ausstellungen (Auswahl)
- 2007 mit Haut und Haar, Einzelausstellung im NBK-Studio, Berlin[12]
- 2008 mit Haut und Haar, Stadthalle Detmold
- 2009 Material Evidence, loop – raum für aktuelle kunst, Berlin
- 2009 delikat, Einzelausstellung mit Esther Glück, Frauenmuseum Berlin
- 2010 Aufbau. Klasse Schneider Bremerhaven, Kunsthalle Bremerhaven
- 2010 Brilliant Volume, Universität der Künste Berlin
- 2011 voraus / ahead: III. Klasse Gregor Schneider, Universität der Künste Berlin: Gonseok Ryu [KR], Fiene Scharp [DE], Lidia Sigle [RU]. dr. julius | ap, Berlin (heute drj art projects)[14]
- 2011 Bosch Young Talent Show, Stedelijk Museum, ’s-Hertogenbosch
- 2012 Anschlüssel – London/Berlin, Centre for Rent Drawing, London
- 2012 Rasterfahndung – Das Raster in der Kunst nach 1945, Kunstmuseum Stuttgart[15]
- 2013 The Living Dead, Haus am Lützowplatz, Berlin
- 2013 Kultur: Stadt, Akademie der Künste Berlin und Kunsthaus Graz, Graz
- 2014 geschnitten, GEDOK, Stuttgart
- 2014 out of focus, galerie trois points, Montréal
- 2015 starting grid, display gallery, London
- 2015 Papier 15, Complexe de Gaspé, Montréal
- 2016 Stabbursfrieri, Leveld Art Center, Leveld
- 2016 I thought I saw, K3, Leipzig
- 2017 out of office. Büro-Kunst oder das Büro im Museum, Museum für Konkrete Kunst, Ingolstadt
- 2018 fragments of belief, kuckei+kuckei, Berlin
- 2019 Klasse Damen, Schloss Biesdorf, Berlin
- 2019 Hydra, Haus am Kleistpark, Berlin
- 2020 Internationale Papier Triennale, Museum Charmey, Charmey
- 2020 Papier Skulptural, Verein für aktuelle Kunst/Ruhrgebiet, Oberhausen
- 2020 Nearby - Wie Bilder zeigen!,  PEAC Museum, Freiburg
- 2021 works on paper, Jewish Museum Belgium, Brüssel
- 2021 Spatial Paper, Haus des Papiers, Berlin

## Videos und Filme (Auswahl)
- 2006 Blöße – 30 Min.
- 2006 Intimität – 5 Min. 36 Sek.
- 2006 Hinter Spiegeln – 13 Min. 23 Sek.
- 2007 Haarreif – 12 Min.
- 2007 Außer mir – 01’07’55 (projiziert auf halbdurchlässiges Schaufenster)
- 2007 Streicheln – 30 Min. 43 Sek (Loop)
- 2012 Normannenstraße – 14 Min. (35mm, Filminstallation und Kurzfilm), mit IJ.Biermann (Co-Regie) und Kai Miedendorp (Kamera)
- 2013 The Astronaut’s Ark – 5 Min. (Ausstellungsversion) / 10 Min. (Festivalversion), mit IJ.Biermann und Kai Miedendorp
- 2013 Dinosaubär (Radialsystem) – 4 Min. 20 Sek, mit IJ.Biermann

## Auszeichnungen und Stipendien
- 2012 Meisterschülerpreis des Präsidenten der Universität der Künste Berlin
- 2015–2016 Stipendium der Konrad-Adenauer-Stiftung
- 2016 Aufenthaltsstipendium Leveld Art Center, Norwegen
- 2016 Stipendium des Landes Brandenburg im Schloss Wiepersdorf
- 2018 Dorothea-Konwiarz-Stipendium
- 2019 Goldrausch Künstlerinnenprojekt
- 2020 Stipendium der Stiftung Kunstfonds
- 2021 Losito-Kunstpreis
- 2021 Paper Art Award

## Werke
- Sandra Danicke im Art-Magazin: Haare und Kunst (Trend), Frankfurt 2009.[16]
- Hair’em Scare’em, Hrsg.: R. Klanten, M. Huebner, S. Ehmann, Die Gestalten Verlag, Berlin 2009, ISBN 978-3-89955-275-1.
- Fliegendes Klassenzimmer. Klasse Gregor Schneider Berlin, Hrsg.: Klasse Gregor Schneider Berlin, Projektgruppe UdK-Verlag, Juli 2010, ISBN 978-3-89462-191-9.
- Rasterfahndung. Das Raster in der Kunst nach 1945, Hrsg. Ulrike Groos, Simone Schimpf, Juli 2012, Wienand Verlag, Köln, ISBN 978-3-86832-089-3.[17]
- Kunstmuseum Stuttgart: Die Sammlung, Kerber Verlag, Bielefeld 2015, ISBN 978-3-7356-0075-2.
- Out of Office. Büro-Kunst oder das Büro im Museum, Hrsg. Theres Rohde, Simone Schimpf, Verlag Surface, Frankfurt am Main, 2017, ISBN 978-3-939855-51-4.